# Cosby (Missouri)
Cosby és una població dels Estats Units a l'estat de Missouri. Segons el cens del 2000 tenia 143 habitants.

## Demografia
Segons el cens del 2000, Cosby tenia 143 habitants, 55 habitatges, i 37 famílies. La densitat de població era de 613,5 habitants per km².
Dels 55 habitatges en un 36,4% hi vivien nens de menys de 18 anys, en un 60% hi vivien parelles casades, en un 1,8% dones solteres, i en un 32,7% no eren unitats familiars. En el 25,5% dels habitatges hi vivien persones soles el 7,3% de les quals corresponia a persones de 65 anys o més que vivien soles. El nombre mitjà de persones vivint en cada habitatge era de 2,6 i el nombre mitjà de persones que vivien en cada família era de 3,22.
Per edats la població es repartia de la següent manera: un 28,7% tenia menys de 18 anys, un 5,6% entre 18 i 24, un 35,7% entre 25 i 44, un 18,9% de 45 a 60 i un 11,2% 65 anys o més.
L'edat mediana era de 35 anys. Per cada 100 dones de 18 o més anys hi havia 92,5 homes.
La renda mediana per habitatge era de 35.938 $ i la renda mediana per família de 37.292 $. Els homes tenien una renda mediana de 25.750 $ mentre que les dones 22.500 $. La renda per capita de la població era de 19.121 $. Cap de les famílies i el 4,5% de la població estaven per davall del llindar de pobresa.

## Poblacions més properes
El següent diagrama mostra les poblacions més properes.